# Хурчашма
Хурчашма (тадж. Ҳурчашма; прежде — Экизак) — село в Дангаринском районе Хатлонской области Республики Таджикистан. Административно относится к джамоату (сельской общине) Лохур Дангаринского района.
Находится на расстоянии 18 км от райцентра (пгт. Дангара) и 6 км от джамоатного центра (с. Таджмахал).
Население — 852 чел. (2017).